# 范一飞
范一飞（1964年8月—），出生于江苏泰兴，中国银行家和经济学家。曾任中国人民银行副行长。1991年6月加入中国共产党。
毕业于哥伦比亚大学（MIA）和中国人民大学（经济学博士）。长期在中国建设银行工作，曾任中国建设银行副行长和中国建设银行（亚洲）董事长。曾主持中国建设银行的财务重组、股份制改革、引进海外战略投资者以及IPO工作。著有《国民收入流程和分配格局分析》等。

## 履历
1980年，于常州财经学校（中專）就學。
1982年7月，在中国建设银行江苏省分行常州市中心支行参加工作。
1994年2月，任中国建设银行信托投资公司总经理助理兼计划财务部经理；9月，任中国建设银行资金计划部副主任。
1996年7月，任中国建设银行财务会计部总经理。
1998年1月，任中国建设银行计划财务部总经理。
2000年2月，任中国建设银行行长助理（2003年3月至2004年3月挂职任中国长江电力股份有限公司总经理助理）。
2001年3月，至2002年10月，赴美国哥伦比亚大学学习，获国际经济学硕士学位。
2004年8月，任中国建设银行党委委员、行长助理。
2005年6月，任中国建设银行副行长、党委委员。
2010年3月，任中国投资有限责任公司副总经理、党委委员（2011年11月兼任上海银行董事长）。
2015年1月，任中国人民银行党委委员。
2015年2月，任中国人民银行党委委员、副行长。
2022年11月5日，中央纪委国家监委网站讯：中国人民银行党委委员、副行长范一飞涉嫌严重违纪违法，目前正接受中央纪委国家监委纪律审查和监察调查，成为中共二十大以来的首位被查处的省部级官员。
2022年11月24日，不再担任中国人民银行副行长职务。
2023年6月，中央纪委國家監委宣佈范一飛已被開除黨籍及公職。范一飛長期違規接受宴請、旅遊、打高爾夫球等活動安排，違規參加公款宴請、收受禮品禮金、出入私人會所；在職務安排、崗位調整等方面為他人謀取利益；為官不廉，縱容親屬不實際工作而獲取薪酬，搞權色交易；違規干預、插手執法活動。最高人民檢察院依法以涉嫌受賄罪對范一飛作出逮捕決定。范一飞被指从1993年至2022年直接或者通过他人非法收受财物共计3.86亿余元。
2024年10月10日，湖北省黄冈市中级人民法院一审对范一飞以受贿罪判处死刑，缓期二年执行，剥夺政治权利终身，并处没收个人全部财产，在其死刑缓期执行二年期满减为无期徒刑后，终身监禁，不得减刑、假释。